# Фанцзіншань
Фанцзіншань (кит.: 梵净山; піньїнь: Fànjìngshān) або гора Фанцзін (Фанкін), розташована у Тунжень, провінція Гуйчжоу, є найвищою вершиною хребта Улін на південному заході Китаю, і має висоту 2570 м над рівнем моря Національний природний заповідник Фанцзіншань був створений 1978 року й оголошений ЮНЕСКО Біосферним заповідником 1986 року. Гора включена до Світової спадщини 2018 року. Фанцзін є також священною горою в китайському буддизмі, адже вважається ботхіманда Будди Майтрея.

## Назва
Назва гори «Фанцзін» — це абревіатура від Фантянь Цзінту (кит.: 梵天净土, Fantian Jingtu), тобто «Чиста земля Брахми». Фантянь — китайська назва для буддійського небесного царя Брахми, а Цзінту — китайська назва для «чистої землі», центрального поняття Буддизму Чистої Землі.

## Розташування та оточення
Фанцзіншань знаходиться у Тунжень, провінція Гуйчжоу на південному заході Китаю. Це найвища вершина гір Улін. На висоті своєї місцевості коливається від 480 до 2570 метрів над рівнем моря.
Національний природний заповідник Фанцзіншань був створений 1978 року й оголошений ЮНЕСКО Біосферним заповідником в 1986 році. Заповідник займає загальну площу 567 км² і є заповідною зоною для примітивної рослинності середнього субтропічного альпійського регіону Західного Китаю. Він був внесений у список Світової спадщини в липні 2018 (40 275 га заповідника та 37 239 га буферної зони).
Відносна ізоляція Фанцзін забезпечила високий ступінь біорізноманіття. Ендемічні види, такі як рідкісні золота мавпа Гуйчжоу (Rhinopithecus brelichi) і ялиця Фанзціншань (Abies fanjingshanensis), трапляються лише на невеликій області з центром на Фанцзін. Кілька зникаючих видів, у тому числі китайська велетенська саламандра, кабарга і королівський фазан також знайдені на Фанцзіншань. Заповідник також є домівкою для найбільшого і найбільш цілісного субтропічного первинного букового лісу.

## Буддизм

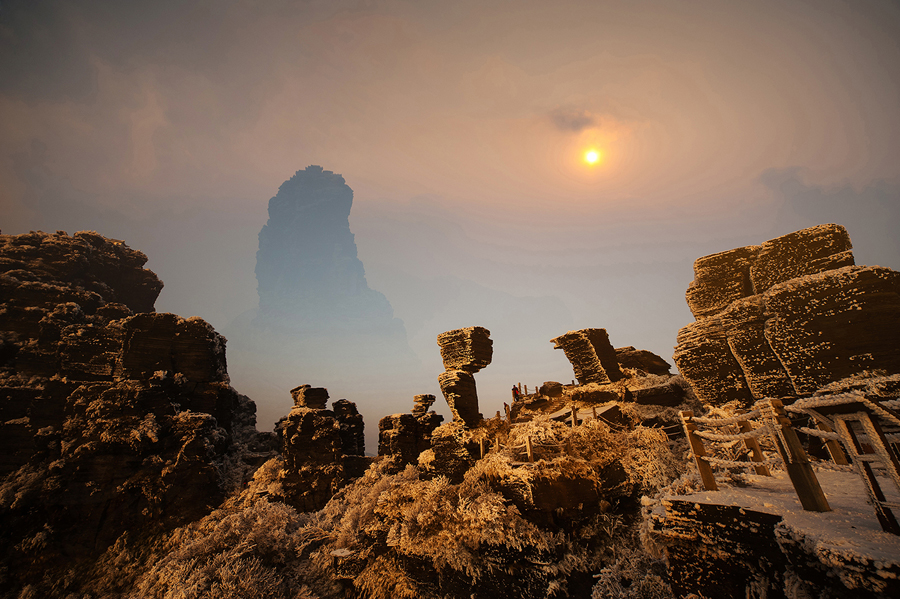
Фанцзіншань

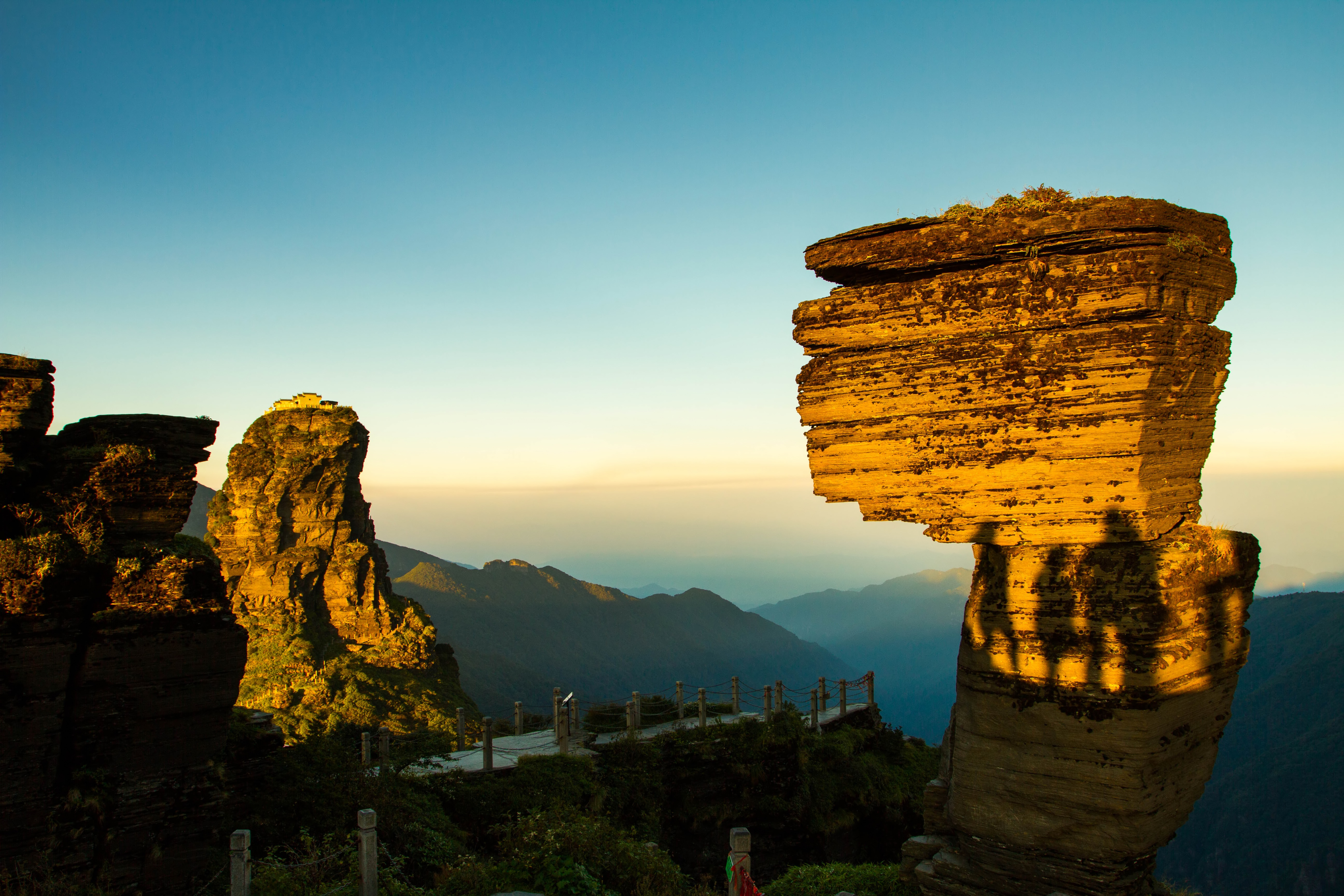
Скеля Гриб

Фанцзіншань вважається священною горою китайського буддизму, за важливістю одразу після чотирьох священних гір буддизму. Вона вважається бодхіманда (тобто місцем пробудження) Будди Майтреї. Вплив буддизму досяг Фанцзіншань не пізніше часів династії Тан, особливо після того, як Хоу Хонгрен (кит.: 侯弘仁) побудував дорогу Зангке (кит.: 牂牁道) 639 року нашої ери, що сприяло розвитку транспорту в гірському регіоні, і місцевих літописи фіксують будівництво декількох храмів на цій території. Додаткові храми були побудовані наступними династіями Сун і Юань.
Буддизм широко процвітав у часи династій Мін і Цін, коли культ Тяньгуан Майтрея (кит.: 天冠弥勒) став домінуючим у Фанцзіншань. Повстання Бочжоу наприкінці XVI століття завдало величезної шкоди храмам Фанцзіншань. Після придушення повстання імператор Їцзюнь I наказав ченцю Міасюаню (кит.: 妙玄) відновити Золотий пік Фанцзіншань і храм Ченьен (кит.: 承恩寺); довкола були побудовані й багато інших храмів, розпочавши золоту добу буддизму в Фанцзіншань. Більшість храмів за часів династій Мін і Цінь належали до двох сект буддизму — Вчення Чистої Землі і Ліньцзі.
Під час заворушень, які повалили династію Цинь, багато храмів були зруйновані військами, що займалися мародерством, і бандитами, і на горі в епоху Республіки Китай лишилися лише кілька монахів. Після періоду подальшого руйнування протягом культурної революції, буддизм із 1980-х років переживає відродження. Багато стародавніх храмів були відбудовані й побудовані нові, в тому числі храм Ченьен, храм Хугуо Чан (кит.: 护国禅寺), храм Великого Золотого Будди (кит.: 大金佛寺) і храм Лунцюань (кит.: 龙泉寺).
У 2010 році був відкритий Буддійський культурний парк Фанцзіншань із Золотим залом, в якому розташована п'ятиметрова статуя Будди Майтреї, створена з 250 кг золота і тисяч дорогоцінних каменів. Вона вважається найбільшою золотою статуєю Майтреї у світі.